# Dettol

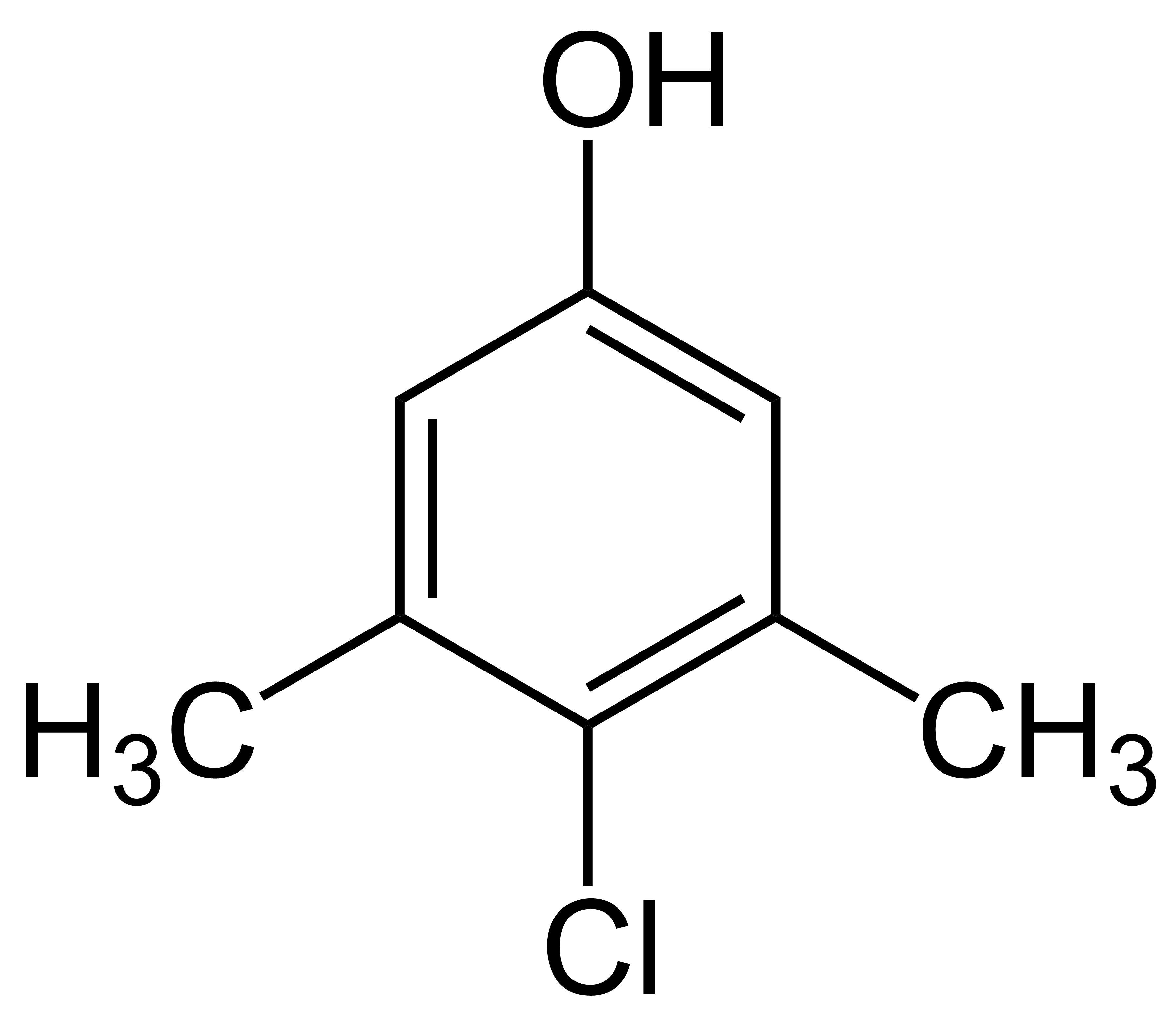
Formule du chloroxylénol

Dettol est le nom commercial d'une ligne de produits désinfectants et antiseptiques liquides et solides fabriqués par Reckitt Benckiser, autorisé pour la pratique du tatouage en France   

## Antiseptique liquide

### Composition
L'ingrédient actif qui définit sa propriété antiseptique est un composé chimique aromatique connu sous le nom de chloroxylénol (C8H9ClO). Ce composant représente 4,8 % du mélange total de Dettol liquide ; il est dissous dans un mélange d'huile de pin, d'isopropanol, de savon d'huile de ricin, de caramel et d'eau, qui dégage une odeur très caractéristique.
Le produit liquide traditionnel est de couleur jaune clair, mais devient blanc laiteux après dilution dans l'eau. En effet, plusieurs des ingrédients étant insolubles dans l'eau, Dettol produit une émulsion blanche des gouttelettes d'huile une fois dilué.

### Utilisation
Le Dettol est utilisé comme désinfectant ménager, ou pour la stérilisation du matériel médical.
Le mélange dilué peut être utilisé comme antiseptique pour nettoyer les plaies. Il est parfois utilisé pour traiter l'acné, mais cette indication n'est pas reconnue par la Food and Drug Administration. Le principe actif (le chloroxylénol) est aussi commercialisé sous d'autres noms, notamment pour le traitement du pied d'athlète.

### Efficacité
Le Dettol a un large spectre : il est efficace contre les bactéries (Gram négatif et positif), les champignons, les moisissures et peut tuer jusqu'à 98 % des germes en 15 secondes.
Cet antiseptique bon marché est très utilisé en Inde, où il est classé en 48e position dans le rapport de confiance dans les marques (The Brand Trust Report) de 2011. Il a fait l'objet d'une évaluation en milieu hospitalier, concluant à son efficacité pour autant qu'il soit effectivement utilisé aux concentrations préconisées.
En Australie, le Dettol s'est révélé très efficace pour lutter contre la prolifération du crapaud buffle, une espèce introduite dans les plantations de canne à sucre et devenue invasive. Toutefois en raison du préjudice potentiel pour les autres espèces de la faune australienne, son utilisation à cette fin a été interdite par le ministère de l'Environnement et de la conservation en 2011.

### Toxicité
Bien que réputé non dangereux pour l'homme lorsqu'il est dilué, le Dettol est signalé comme irritant pour les yeux ; non dilué, le produit est sans danger pour la peau, mais irritant pour les voies respiratoires et pour le tube digestif.
De sérieuses complications respiratoires ont été rapportées dans 7 à 8 % des cas d'ingestion, entrainant parfois la mort,.
En mai 2007, un Britannique de 42 ans est décédé d'une surexposition chronique au Dettol. L'enquête n'a pas permis de déterminer si la cause du décès était l'inhalation ou l'ingestion du produit.

## Autres produits
La gamme actuelle Dettol comporte aussi d'autres produits antiseptiques dont la composition est très différente et qu'il ne faut pas confondre avec le produit d'origine. On trouve ainsi, entre autres produits, du savon liquide antibactérien, des lingettes antibactériennes et une solution pour pulvérisation cutanée.

### Composition
Le principe actif du savon antibactérien liquide Dettol et de la solution pour pulvérisation cutanée DettolPro est le chlorure de benzalkonium, dont ils se composent à respectivement 0,13%, et 0,20%.
Les lingettes jetables Dettol contiennent également du chlorure de benzalkonium[réf. nécessaire].
Ces produits contiennent en outre :
- Dettol savon antibactérien liquide : Chlorure de cetrimonium, N,N-bis(2-hydroxyethyl)octanamide, Amines, C10-16-alkyldimethyl, N-oxides[9].
- Dettol solution pour pulvérisation cutanée : Propylèneglycol, phosphate monosodique dihydraté, phosphate disodique dodécahydraté, parfum de pin, édétate disodique et eau purifiée[11].

### Toxicité
Le chlorure de benzalkonium est hautement toxique pour les poissons (CL50 = 280 μg ai/L), très toxique pour les invertébrés aquatiques (CL50 = 5,9 μg ai/L), modérément toxique pour les oiseaux (DL50 = 136 mg par kg de poids corporel), et légèrement toxique pour les mammifères (DL50 = 430 mg/kg pc).

## Marketing
La société est critiquée dans les pays anglosaxons, sur de très nombreux blogs et sites de consommateurs, qui jugent que les arguments de vente génèrent une peur-panique des microbes et que l'un des conditionnements, permettant la distribution du produit sans contact avec son emballage, est particulièrement inutile.